# 土用餅
土用餅（どようもち）は、土用の時期に食べる風習のある餅。

## あんころ餅
土用の頃には天候の変化や寒暖差が大きく、夏の土用には鰻のほか、土用餅、土用しじみ、土用卵などを食べる風習があった。
一般的な土用餅は、厄除けに通じるといわれる小豆餡と力がつくといわれる餅を組み合わせたあんころ餅（あんこ餅）である。
黒川道祐（1623 - 1691）の『日次紀事』で言及されていることから少なくとも江戸時代初期には風習としてあったようである。

## ささげ餅
北陸地方には餅のまわりに小豆餡ではなく塩味のササゲの豆（煮豆）をまぶした「ささげ餅」があり、もとは土用餅として食べられていたものである。餅にササゲが飛びついたように見えることから「とびつき餅」や「とびつき団子」（福井県）と呼ばれることもあるほか、「ささぎ餅」（富山県）と呼ばれることもある。塩味だが福井県には砂糖をまぶして食べる地域もある。
金沢市などでは娘の嫁ぎ先に、1月は「寒の餅」、3月（桃の節句）には「菱餅」、5月（端午の節句）には「ちまき餅」、7月（土用）には「ささげ餅」を贈る風習があった。